# Erik Nygren (politiker)
Erik Vilhelm Nygren (i riksdagen kallad Nygren i Stockholm), född 28 mars 1897 i Aringsås församling, Kronobergs län, död 8 april 1973 i Säby församling, Jönköpings län, var en svensk direktör och riksdagspolitiker (högern).
Nygren var ledamot av riksdagens andra kammare 1929–1932 samt 1953–1956, invald för Högerpartiet i Stockholms stads valkrets.